# María del Carmen Aguayo Torres
María del Carmen Aguayo Torres (Córdoba, siglo XX) es una ingeniera de telecomunicaciones española, catedrática universitaria de la Universidad de Málaga

## Biografía
Nació en Córdoba, ciudad en la que estudió el bachillerato. En el año 1994 se licenció en Ingeniería de Telecomunicaciones por la Universidad de Málaga. En la misma universidad, se doctoró en ingeniería de telecomunicación en 2001, con la tesis "Modulación multiportadora adaptativa para canales selectivos en frecuencia con desvanecimientos".
Se incorporó en 1995, como profesora en el  departamento de ingeniería de comunicaciones de la Universidad de Málaga, posteriormente fue directora de este departamento. Catedrática de universidad desde 2017, en la Escuela de Telecomunicación. Coordinadora del master de telemática y redes de telecomunicación. Desde 2022 dirigió la "Cátedra Mujer y Tecnología Hedy Lamarr".
Su investigación se centró en las comunicaciones móviles. El interés hacia la transferencia de tecnología le permitió colaborar en diversos proyectos, y contratos de I+D. Además de organizar encuentros internacionales de su área de trabajo.